# カウントダウン (2025年のテレビドラマ)
『カウントダウン』（Countdown）は、デレク・ハース脚本、ジェンセン・アクレス主演のアメリカの犯罪ドラマのテレビシリーズ。2025年6月25日からAmazon Prime Videoで配信された。

## 設定
国土安全保障省職員が公然と殺害された後、LAPDの刑事マーク・ミーチャムは、様々な法執行機関の潜入捜査官と共に秘密捜査班を編成し、犯人を追跡する。しかし、捜査は誰もが予想していたよりもはるかに暗い陰謀を暴き出し、数百万人の都市を守るための激しい駆け引きを引き起こすことになる。

## 登場人物と配役

### メイン
- マーク・ミーチャム
  - 演：ジェンセン・アクレス（東地宏樹）
  - LAPDの強盗殺人課出身。ミーチャムは、潜入捜査官としてのスキルと、無謀なカウボーイぶりの両方で知られている。元アメリカ陸軍レンジャーで、戦闘地域に何度も派遣されている。
- アンバー・オリベラス特別捜査官
  - 演：ジェシカ・カマチョ（杉本ゆう）
  - 潜入捜査の経験を持つDEA捜査官
- エバン・シェパード特別捜査官
  - 演：ヴァイオレット・ビーン（英語版）（南澤まお）
  - サイバー犯罪専門のFBI捜査官
- キヨンテ・ベルFBI特別捜査官
  - 演：エリオット・ナイト（英語版）（いとうさとる）
  - 国内およびその他の国におけるテロの脅威が専門
- ルーカス・フィナウLAPD刑事
  - 演：ウリ・ラトゥケフ（英語版）（遠藤大智）
  - ギャング・麻薬課で18年勤務したベテラン刑事
- ネイサン・ブライスFBI特別捜査官
  - 演：エリック・デイン（志村知幸）
  - タスクフォースのチーフ

### リカーリング
- グレイソン・ヴァルウェル地区検事
  - 演：メリック・マッカーサ（英語版）[3]（落合弘治）
- デイモン・ドリュー上級特別捜査官
  - 演：ジョナサン・トーゴ（新田英人）
  - 国土安全保障省情報分析局ロサンゼルス支局に配属。ドリュー上級特別捜査官は、元国土安全保障省国土安全保障調査局（HSI）フィールドエージェントであり、軍事情報部門のベテラン

## エピソード
| 通算 話数 | タイトル                                 | 監督                 | 脚本           | 放送日        |
| --------- | ---------------------------------------- | -------------------- | -------------- | ------------- |
| 1         | "オールスター軍団" "Teeth in the Bone"   | ジョナサン・ブラウン | デレク・ハース | 2025年6月25日 |
| 2         | "潜入捜査" "Dead Lots of Times"          | Avi Youabian         | デレク・ハース | 2025年6月25日 |
| 3         | "白昼の脱走劇" "Happy Birthday Final"    | Tess Malone          | デレク・ハース | 2025年6月25日 |
| 4         | "おとり作戦" "Bite 'Em Down"             | クリス・グリスマー   | デレク・ハース | 2025年7月2日  |
| 5         | "微妙なライン" "Blurred Edges"           | Avi Youabian         | デレク・ハース | 2025年7月9日  |
| 6         | "針と銃の狭間" "A Needle or a Bullet"    | TBA                  | デレク・ハース | 2025年7月16日 |
| 7         | "原点回帰" "Nothing Else Helps"          | TBA                  | デレク・ハース | 2025年7月23日 |
| 8         | "針の椅子" "The Nail in the Chair"       | TBA                  | デレク・ハース | 2025年7月30日 |
| 9         | "秒読み開始" "10–33"                     | TBA                  | デレク・ハース | 2025年8月6日  |
| 10        | "事件の向こう側" "The Muzzle Pile"       | TBA                  | デレク・ハース | 2025年8月13日 |
| 11        | "逃げろ" "Run"                           | TBA                  | デレク・ハース | 2025年8月20日 |
| 12        | "隠されたサイン" "This Is His Signature" | TBA                  | デレク・ハース | 2025年8月27日 |
| 13        | "魔の手" "Your People Are in Danger"     | TBA                  | デレク・ハース | 2025年9月3日  |

## 制作
Amazon MGMスタジオによる13話からなるシリーズは、製作総指揮とショーランナーもつとめるデレク・ハースの原案になる。2024年6月にジェンセン・アクレスの出演が確認された。同月、エリック・デインとジェシカ・カマチョがキャストに加わった。ヴァイオレット・ビーン、ウリ・ラトゥケフ、エリオット・ナイトが2024年7月にキャストに加わった。
2024年9月にロサンゼルスで撮影開始が設定され、2024年12月にセットの写真がメディアに公開された。2025年3月、出演陣はソーシャルメディアで制作が終了したことを発表した。

## 公開
『カウントダウン』は2025年6月25日に最初の3話が同時に公開され、その後のエピソードは2025年9月3日まで毎週公開されることになった。
『カウントダウン』は、最初のストリーミング放送から18ヶ月後の2026年に系列で放送される予定となっている。

## 評価
レビュー収集サイトのRotten Tomatoesは、13件の批評家レビューに基づいて31%の支持率を報告した。加重平均を使用するMetacriticは7件の批評に基づいて100点中の44点を与え、「賛否両論または平均的なレビュー」を示した。